# Baby Be Mine
Pistes de Thriller
Wanna Be Startin' Somethin'
(1) The Girl Is Mine
(3)
Baby Be Mine est une chanson du chanteur américain Michael Jackson présente sur son sixième album Thriller, sorti en 1982. Elle est écrite et composée par Rod Temperton et produite par Quincy Jones. Baby Be Mine est avec The Lady in My Life l'une des deux chansons de l'album à ne pas être sortie en single,.
Le titre est le second présent sur l'album Thriller derrière Wanna Be Startin' Somethin' et devant The Girl Is Mine en collaboration avec Paul McCartney.
Michael Jackson n'a jamais chanté ce titre en concert. Une prestation en public notable est celle de la chanteuse et actrice américaine Debbie Allen en 1984 lors d'un concert spécial donné par les acteurs du film Fame, intitulé Fame Looks at the Music of 1983.

## Contexte
Baby Be Mine a été écrite par Rod Temperton en 1982 et se voulait la « suite logique » de Rock with You, sortie en 1980 comme deuxième single de l'album Off the Wall. Temperton décide de proposer la chanson, ainsi qu'une autre qu'il a écrite, The Lady In My Life, à Jackson, qui choisit cette dernière, mais au lieu de Baby Be Mine, le chanteur préfère au départ inclure Hot Street, une chanson plus funk coécrite par Temperton et Jackson. Le chanteur enregistre Hot Street — toujours inédite à ce jour, bien qu'ayant fait l'objet d'une fuite en ligne — et décide de l'inclure dans son album Thriller. Cependant, après avoir également enregistré Baby Be Mine, Quincy Jones le convainc que cette dernière était plus appropriée et dit à Jackson que les paroles de Hot Street, qui parlent d'un homme qui ramasse une prostituée, ne correspondaient pas à son image puritaine.
Jackson déclare plus tard, en 1993, lors d'un interrogatoire au Mexique pour répondre à une accusation de plagiat, qu'il aimait toujours Hot Street et qu'il regrettait de ne pas l'avoir incluse dans Thriller. Quincy Jones est resté convaincu que Baby Be Mine a permis à Michael Jackson de montrer ce qu'il pouvait faire dans un registre différent et il déclare : « Si vous analysez Baby Be Mine, c'est comme du John Coltrane, juste déguisé avec des paroles pop et un arrangement pop ».

## Composition
La chanson est écrite dans la tonalité de fa dièse mineur. La voix de Jackson s'étend de fa3 à do5. La mesure est de 4/4 à environ 110 battements par minute.

## Crédits
| Musiciens - Michael Jackson – chant, chœurs - Rod Temperton – paroles, composition - Greg Philliganes – synthétiseurs et claviers - Michael Boddicker et David Paich – synthétiseurs - David Williams – guitare - Ndugu Chancler – batterie - Jerry Hey et Gary Grant – trompette et bugle - Larry Williams – saxophone et flûte - Bill Reichenbach – trombone | Production - Quincy Jones – production, arrangements vocaux, rythmiques et des synthétiseurs - Michael Jackson – arrangements vocaux, rythmiques et des synthétiseurs - Steve Porcaro – programmation des synthétiseurs - Brian Banks – programmation des synthétiseurs - Anthony Marinelli – programmation des synthétiseurs - Rod Temperton – arrangements vocaux - Jerry Hey – arrangements des cuivres - Bruce Swedien – ingénieur du son |

Crédits adaptés de l'ouvrage Michael Jackson: All the Songs: The Story Behind Every Track.